# Malka Arda, Smolean
Malka Arda (în bulgară Малка Арда) este un sat în comuna Banite, regiunea Smolean,  Bulgaria. 

## Demografie
Componența etnică a satului Malka Arda
     Bulgari (85,42%)
     Nicio identificare (14,57%)
     Altele (0%)
La recensământul din 2011, populația satului Malka Arda era de 247 locuitori. Din punct de vedere etnic, majoritatea locuitorilor (85,42%) erau bulgari. Pentru 14,57% din locuitori nu este cunoscută apartenența etnică.